# Ludwig von Lyncker (General, 1780)
Ludwig Jakob Friedrich Wilhelm Lyncker, seit 1835 von Lyncker (* 20. August 1780 in Pirmasens; † 21. Juli 1844 in Bad Homburg) war ein großherzoglich hessischer Generalmajor, Generalquartiermeister und Chef des Generalstabes.

## Leben

### Herkunft
Ludwig war ein Sohn des Hessen-Darmstädtische Leutnants Balthasar Lyncker (1725–1798) und dessen Ehefrau Maria Magdalena, geborene Gangloff (1744–1815).

### Militärkarriere
Lyncker musste schon früh zum Unterhalt der Familie beitragen, da sein Vater 1793 als Geisel nach Frankreich verschleppt worden war. Er gab Schreib- und Leseunterricht. Nach der Rückkehr des Vaters zog die Familie von Pirmasens nach Darmstadt. Dort konnte er eine bessere Schule besuchen und nahm Unterricht bei dem Hauptmann der Artillerie Haas. Lyncker erlernte Mathematik und Zeichnen und begleitete seinen Lehrer bei der Terrainaufnahme. Er muss sich geschickt angestellt haben, denn der Hauptmann sorgte dafür, dass er eine Anstellung im hessen-darmstädtischen Ingenieurkorps erhielt. Dort wurde er am 7. Mai 1803 Sekondeleutnant im Generalstab. Er bekam die Gelegenheit nach Gotha zugehen und studierte dort beim Astronomen Zach vom 1. Juli 1804 bis 1. Oktober 1805 höhere Mathematik und praktische Astronomie.
Am 14. August 1806 hatte sich Hessen-Darmstadt dem Rheinbund und damit Napoleon angeschlossen. Daher kämpfte Lyncker im Vierten Koalitionskrieg auf französischer Seite bei der Belagerung von Graudenz. Er kartographierte das Gelände im feindlichen Feuer so gut, dass die Karten sogar später im Buchhandel erschienen. Dafür wurde er am 16. Januar 1808 zum Ritter I. Klasse des neu gestifteten großherzoglich hessischen Haus- und Verdienstordens ernannt und am 17. August 1808 zum Premierleutnant befördert. Nach der Schlacht bei Aspern wurde er 1809 mit dem Kreuz der französischen Ehrenlegion ausgezeichnet.
Er nutzte die folgende Ruhe zum wissenschaftlichen Arbeiten. Aber zu Napoleons Russlandfeldzug wurde er zum Chef des Generalstabs des großherzoglich hessischen Kontingents gemacht. Er machte ganzen Feldzug mit und wurde nach seiner Rückkehr am 14. Januar 1813 zum Kapitän I. Klasse befördert. Während der Kriegsjahr von 1813 bis 1815 war er auch Generalquartiermeister. In dieser Zeit erhielt er den Orden der Heiligen Anna II. Klasse und das Kommandeurkreuz II. Klasse des hessischen Haus- und Verdienstordens.
Nach dem Krieg war mit der Grenzziehung zwischen Hessen und Baden beauftragt. Auch begann er wieder seine militärisch-wissenschaftlichen Vorträge. Im Winter 1817/18 trug er Waffenlehre und Heerverfassungslehre, im Winter 1821/22 Heerführung vor. Seine Vorträge waren bei den Offizieren sehr beliebt. Er wurde am 14. Juni 1820 zum Oberstleutnant und am 8. Oktober 1822 zum Kommandeur des Generalstabes ernannt. Er verfasste zahlreiche Arbeiten zur Reorganisation des hessischen Kontingents im deutschen Bund und ordnete eine topographische Aufnahme des Großherzogtums Hessen an. Die Arbeit startete 1823 und kurz vor seinem Tod im Maßstab 1/25.000 vollendet.
Am 19. Februar 1827 stieg er zum Oberst und am 26. August 1840 zum Generalmajor auf. In der Zeit schrieb er viele Reglements für das Heer. Für seine Verdienst war er bereits am 30. Mai 1835 in den erblichen hessischen Adelsstand erhoben worden. Er starb am 21. Juli 1844 in Bad Homburg, was er zu Linderung seiner Leiden aufgesucht hatte.

### Familie
Lyncker heiratete am 1. Februar 1811 Luise Praun (1789–1852), eine Tochter des Gerichtskassensekretärs Georg Philipp Praun (1756–1796) und der Sofie Siebert (1760–1857). Das Paar hatte mehrere Kinder:
- Juliane (1812–1813)
- Emil (1814–1820)
- Gustav (1816–1888), Großherzoglich Hessischer Major a. D. ⚭ 1845 Marie Schührer (1825–1871)
- Hermann (1818–1818)
- Karoline (1819–1820)
- Ludwig (1821–1882), preußischer Generalleutnant ⚭ Kathinka von Marquard (1825–1917)
- Amalie (1822–1888)
- Julius (1825–1907), preußischer Generalmajor
- Emilie (1827–1828)
- Ernst (1829–1830)

### Werke
- Brouillon Einer Gegend vom Odenwald. 1795, Digitalisat
- Karte der Belagerung von Graudenz. 1807, Digitalisat
- Anleitung zum Situationszeichnen. 1811, Digitalisat